# Queen Elizabeth II Great Court
La Queen Elizabeth II Great Court (« Grande cour Élisabeth II »), anciennement simplement Great Court, est la cour centrale du British Museum à Londres.
Réaménagée par Foster + Partners à partir d'un travail des années 1970 de Colin St John Wilson (en), elle porte le nom de la reine Élisabeth II qui l'a inaugurée en 2000.
Il s'agit de la plus grande place couverte d'Europe.